# Мужчина, который любил женщин (фильм, 1977)
«Мужчина, который любил женщин» (фр. L'homme qui amait les femmes) — художественный фильм 1977 года производства Франции, снятый известным режиссёром Франсуа Трюффо и ставший для него шестнадцатым полнометражным фильмом. Через 6 лет по этому фильму американским режиссёром Блейком Эдвардсом был снят одноимённый ремейк.
Сценарий фильма Трюффо написал в США, когда снимался у Стивена Спилберга в фильме «Близкие контакты третьей степени». Главные роли в фильме «Мужчина, который любил женщин» исполнили Шарль Деннер, Брижит Фоссе, Нелли Боржо, Женевьев Фонтанель и Лесли Кэрон. Съёмки фильма прошли в период с 19 сентября 1976 года по 5 января 1977 года во Франции — в окрестностях городов Лилль и Монпелье. Премьера фильма состоялась 27 апреля 1977 года в Париже.

## Сюжет
Картина начинается с похорон главного героя Бертрана Марана, на которые пришли все те женщины кого 40-летний инженер любил. Дальнейшие события показаны, как флешбеки. Бертрана всю жизнь привлекал прекрасный пол, но особенно он был неравнодушен к женским ногам, поэтому большинство интрижек были недолгими. Самый длинный его роман был с Дельфин Грезель. Свою жизнь Бертран решил описать в автобиографическом романе, который выходит благодаря одной из его пассий Женевьеве. В концовке Бертран попадает в автомобильную аварию. Будучи в больнице он тянется к ногам привлекательной медсестры, трубки медицинских приборов выскакивают и Бертран умирает.

## В ролях
- Шарль Деннер — Бертран Маран
- Брижит Фоссе — Женевьева Биги
- Нелли Боржо — Дельфина Грезель
- Женевьева Фонтанель — Элен
- Лесли Карон — Вера
- Натали Бай — Мартин

## Релиз
Фильм вошёл в программу 27-го Берлинского международного кинофестиваля. В США был номинирован на Премию Национального совета кинокритиков США за лучший фильм на иностранном языке.

## Восприятие
После премьеры фильма Винсент Кэнби охарактеризовал его «в высшей степени гуманной, утонченной комедией, которую так же интересно смотреть из-за вариаций, которые господин Трюффо делает с классическими мужскими-женскими обычаями, как и с самими обычаями», и заметил: «Я полагаю, что во всех комедиях Трюффо всегда было немного от позднего Эрнста Любича, …но в „Мужчине, который любил женщин“ этого больше, чем я когда-либо видел раньше».
По мнению Рональда Бергана и Робин Карни из Bloomsbury Foreign Film Guide, «фильм упорно отказывается пролить свет на своих героев, что делает его не более чем поверхностным и местами развлекательным занятием».